# مانويل موسكيرا (لاعب كرة قدم)
مانويل موسكيرا (بالإسبانية: Manuel Mosquera Bastida) هو لاعب كرة قدم إسباني في مركز الهجوم، ولد في 10 أغسطس 1968 في لا كورونيا في إسبانيا. لعب مع ديبورتيفو لاكورونيا.